# Тапйолан Ургейлупуйсто
«Тапйолан Ургейлупуйсто» (фін. Tapiolan urheilupuisto) — багатофункціональний стадіон у місті Еспоо, Фінляндія, домашня арена ФК «Гонка».
Стадіон побудований та відкритий 1970 року. У 2007 році реконструйований. Є складовою спортивного парку Еспоо, до якого також входять мультифункціональна спортивна зала, палац для проведення зимових видів спорту та культурних заходів. 